# Baba Tahir
Baba Tahir (perzijsko باباطاهر‎‎) ali Baba Tahir Orjan Hamadani je bil perzijski pesnik, * 11. stoletje, Hamadan, Iran, † 11. stoletje, Hamadan, Iran.
Pisal je verjetno v hamadanskem  narečju perzijskega jezika, sorodnemu  srednjeiranskemu narečju pahlavi ali narečju, ki ga govorijo sedanji hamadanski Judje. Cambridge History of Iran trdi, da je zagotovo govoril v perzijskem narečju.

## Življenje
Baba Tahir je bil eden od najbolj spoštovanih in uglednih zgodnjih pesnikov v perzijski književnosti. Večina njegovega življenja je zamegljena in skrivnostna. 
Rojen je bil v Hamadanu, glavnem mestu istoimenske iranske province, kjer je tudi živel.  Ime Orjan (Goli) kaže, da je bil morda potujoč derviš. Legenda pravi, da je pesnik, nepismen lesorezec, prisostvoval  predavanjem v verski šoli, v kateri med sošolci ni bil  dobrodošel. Datuma njegovega rojstva in smrti nista znana. Eden od virov navaja, da je umrl leta 1019. Če je to res, je bil sodobnik pesnika Firdusija in Avicenne in neposredni naslednik Omarja Hajama.  Drug vir omenja, da je živel od leta 1000 do 1055, kar je zelo malo verjetno. Bolj zanesljive raziskave kažejo, da je živel 75 let. Rahat al-sodur, dokončan leta  603/1206, opisuje Baba Tahirjevo srečanje s seldžuškim osvajalcem  Togrulom (vladal 1038/1040 - 1063). 

## Poezija
Baba Tahirjeve pesnitve se še vedno recitirajo po celem Iranu ob spremljavi setarja (iz perzijskega  seh tar, tri strune), tristrunske viole ali lutnje. Tovrstne zelo stare pesnitve Perzijci imenujejo pahlavijat ali fahlavijat. Baba Tahirjeve pesnitve,  napisane v srednjeperzijskem (pahlavi), lurskem ali  hamadanskem narečju, se prepesnjene v sodobno perzijščino. Štirivrstične kitice imajo bolj ljubezensko in mistično konotacijo kot filozofsko. Pesnitve so napisane v slogu do bajti, posebni obliki perzijske štirivrstične kitice. Klasična perzijska glasba temelji na perzijski književnosti, v kateri imajo velik delež prav Baba Tahirjeva dela.

## Proza
Baba Tahirju se pripisuje avtorstvo  Kalemat-e qesaar, zbirke skoraj 400 aforizmov, napisanih v arabščini.

## Grobnica
Načrt za Baba Tahirjevo grobnico je naredil Mohsen Forugi. Grobnica je v bližini severnih hamadanskih mestnih vrat, obdana s cvetjem in zavitimi potmi. Sestavljena je iz dvanajst zunanjih stebrov, ki obdajajo osrednji stolp. Leta 1970 je bila obnovljena.